# Josefa Andrade Berti
Josefa Andrade Berti (Cúcuta, 18 de junio de 1875-Panamá, 6 de noviembre de 1942), conocida por el seudónimo Hulda, fue una poetisa y librera colombiana.

## Biografía
Nació en Cúcuta, Norte de Santander. Un mes después de su nacimiento, hubo un temblor en Cúcuta. Por esto, su familia se trasladó a la periferia de la ciudad y posteriormente a Maracaibo y Caracas en Venezuela, donde fue influenciada por los círculos culturales de estas ciudades, y en donde publicó su libro de versos Voces del alma, auspiciado por el poeta venezolano Gabriel Muñoz. Su obra fue reconocida en París. El 12 de mayo de 1924, obtuvo el Diploma «Membre Fondateur» de la Société Académique d'Histoire Internacionale al enviar un trabajo sobre producción histórica. Apoyó la creación del Asilo Andressen de Cúcuta en 1907.
Luego de intentar establecerse en Bogotá, regresó a Cúcuta por causa de una nefritis. Se trasladó a Panamá, en donde ingresó al Convento de la Visitación y se conoció como sor María de Sales. Ella misma quemó su poesía en el Convento. Lo que no quemó, lo enviaron a Cúcuta luego de su muerte. Esos poemas se extraviaron en el trayecto hacía Cúcuta.
Fue autodidacta y se la conoció como la nueva sacerdotisa de las musas. Fundó una librería que ella misma atendió. Apareció en las postales conmemorativas Personajes colombianos de todas las épocas. Serie 2022 – I que publicaron en su ciudad natal.
Su obra pasó a dominio público en Colombia en 2023 siendo la única mujer del listado.Hace parte del proyecto Visibilizando el dominio público colombiano en Wikidata.

## Obras
Entre sus obras se encuentra:
- Voces del alma (libro de versos)
- Apuntes bibliográficos y poesías originales
- Himno del centenario[9]
- Antología de poesía cucuteña[10]

## Vida personal
Fue hija de la pianista Mercedes Berti Aranda y del ingeniero Francisco de Paula Andrade Troconis.Fue una de los 8 hijos que tuvo la pareja. Fue nieta de Andrea Berti Tancredi, primer cónsul de Italia en Cúcuta.